# منخفض حراري

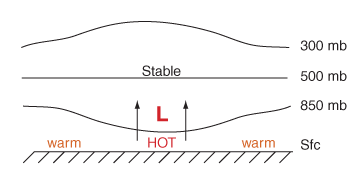
مقطع رأسي في منخفض حراري

المنخفظات الحرارية، هي مناطق الضغط المنخفض غير الأمامية التي تحدث فوق القارات في المناطق شبه الاستوائية خلال الموسم الدافئ، نتيجة لإنخفاض الحرارة عند مقارنتها بالبيئات المحيطة بها. تحدث المنخفظات الحرارية بالقرب من صحراء سونوران، على الهضبة المكسيكية، في سنترال فالي في كاليفورنيا، والصحراء الكبرى، فوق شمال غرب الأرجنتين في أمريكا الجنوبية، فوق منطقة كيمبرلي في شمال غرب أستراليا، وشبه الجزيرة الأيبيرية، وهضبة التبت.
فوق الأرض، يؤدي التسخين الشمسي المكثف والسريع لسطح الأرض إلى تسخين الطبقات الدنيا من الغلاف الجوي عن طريق الطاقة المعاد إشعاعها في طيف الأشعة تحت الحمراء. يكون الهواء الأكثر سخونة الناتج أقل كثافة من الهواء البارد المحيط. ينتج عن هذا، بالإضافة إلى ارتفاع الهواء الساخن، إلى تكوين منطقة ضغط منخفض. يمكن للمناطق المرتفعة أن تعزز قوة الانخفاض الحراري لأنها تسخن بسرعة أكبر من الغلاف الجوي الذي يحيط بها على نفس الارتفاع. فوق الماء، تتشكل منخفظات عدم الاستقرار خلال فصل الشتاء عندما يكون الهواء الذي يغطي الأرض أبرد من المسطح المائي الأكثر دفئًا. تميل المنخفظات الحرارية إلى الدوران الضعيف، ويمكن أن تمتد إلى 3,100 متر (10,200 قدم) في الارتفاع. تعتبر التدفقات الحرارية على الأجزاء الغربية والجنوبية من أمريكا الشمالية وشمال إفريقيا وجنوب شرق آسيا قوية بما يكفي لتؤدي إلى ظروف الرياح الموسمية الصيفية. أدى تطور المنخفظات الحرارية الداخلية على الساحل إلى تطور نسائم البحر. نسمات البحر مجتمعة مع التضاريس الوعرة بالقرب من الساحل يمكن أن تشجع نوعية الهواء الرديئة.

## التشكل

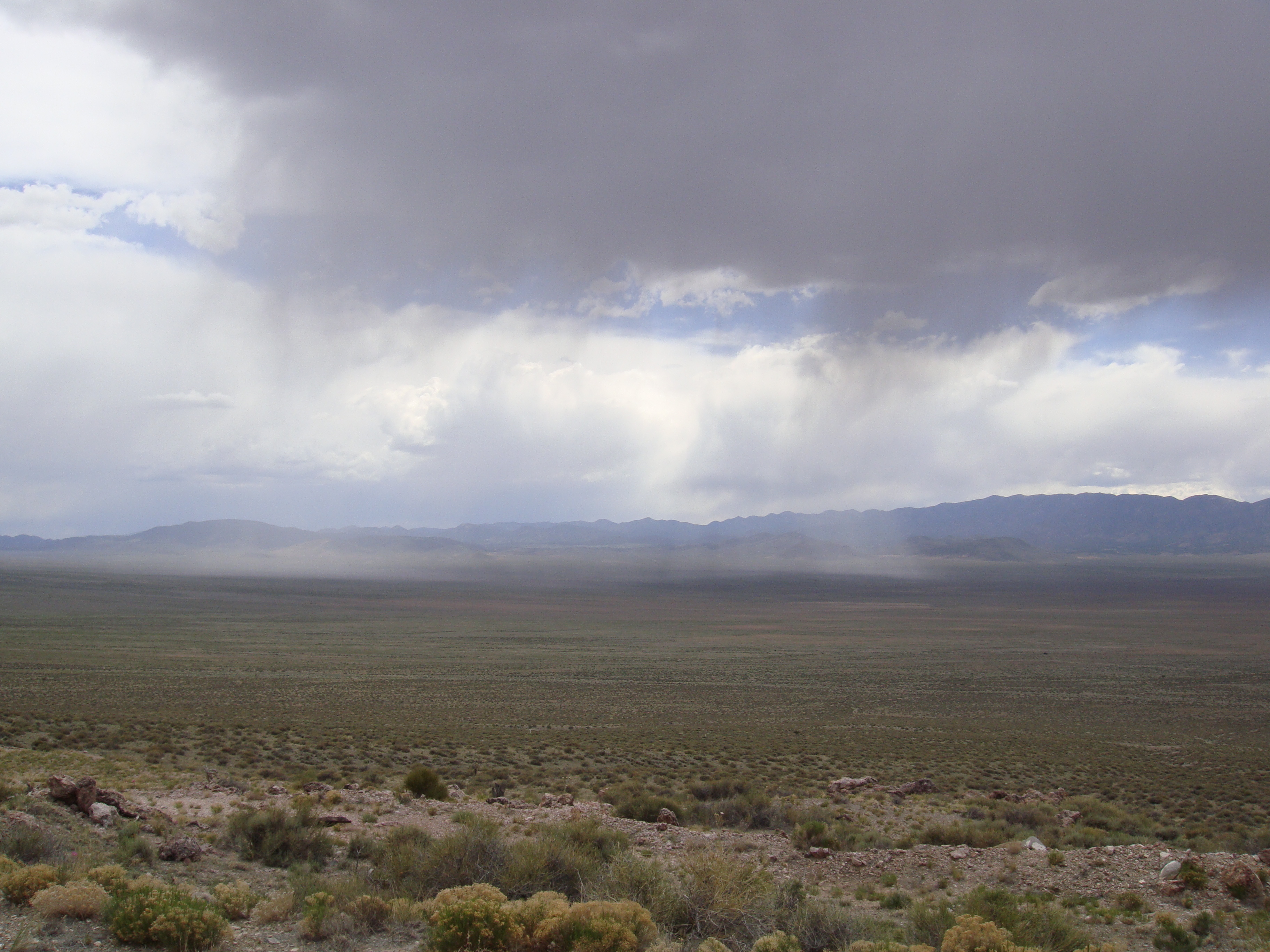
عاصفة رعدية معزولة تتدفق عبر وادي واه واه بولاية يوتا. هذا النوع من نمط الرياح الموسمية شائع جدًا في أواخر الصيف في جنوب غرب الولايات المتحدة.

في الصحاري، يمكن أن يؤدي نقص رطوبة الأرض والنباتات التي توفر عادةً التبريد التبخيري إلى تسخين شمسي مكثف وسريع للطبقات السفلية من الهواء. الهواء الساخن أقل كثافة من الهواء البارد المحيط. ينتج عن هذا، إلى جانب ارتفاع الهواء الساخن، منطقة ضغط منخفض تسمى منخفض حراري. على الأسطح المرتفعة، يتجاوز تسخين الأرض تسخين الهواء المحيط عند نفس الارتفاع فوق مستوى سطح البحر، مما يخلق حرارة منخفضة مرتبطة بالتضاريس ويعزز أي انخفاضات حرارية موجودة. خلال موسم الشتاء، يمكن أن تؤدي المسطحات المائية الدافئة مثل البحيرات العظمى إلى انخفاض مستوى عدم الاستقرار. عادةً ما تكون درجات الحرارة المنخفضة ثابتة ولها دوران إعصاري ضعيف. نظرًا لأنها أقوى على السطح ودافئة بالقرب من مركزها، وأضعف عالياً حيث يكون الهواء أكثر استقرارًا، فإن الانخفاض الحراري يعتبر جوهرًا دافئًا. أقوى هذه الميزات على مستوى العالم هي فوق شبه الجزيرة العربية، والجزء الشمالي من شبه القارة الهندية، وأريزونا، والهضبة المكسيكية،  شمال غرب الأرجنتين،  جنوب غرب إسبانيا،  أستراليا،  وشمال إفريقيا. يؤدي تكوين الحرارة المنخفضة فوق شمال إفريقيا إلى تيار نفاث غربي منخفض المستوى من يونيو إلى أكتوبر.

## دوره في تكوين نسيم البحر
تقوم الشمس بتدفئة البحر إلى عمق أكبر من الأرض بسبب حرارته الشديدة. لذلك فإن البحر لديه قدرة أكبر على امتصاص الحرارة من اليابسة، وبالتالي فإن سطح البحر يسخن ببطء أكثر من سطح الأرض. مع ارتفاع درجة حرارة سطح الأرض، تقوم الأرض بتسخين الهواء فوقها. الهواء الدافئ أقل كثافة ولذلك فهو يرتفع. هذا الهواء المرتفع فوق الأرض يقلل من ضغط مستوى سطح البحر بحوالي 0.2٪. يتدفق الهواء الأكثر برودة فوق البحر، مع ارتفاع ضغط مستوى سطح البحر، نحو الأرض في الضغط المنخفض، مما يخلق نسيمًا أكثر برودة بالقرب من الساحل. قوة نسيم البحر تتناسب طرديا مع اختلاف درجات الحرارة بين البر والبحر. إذا كان مجال الرياح البيئي أكبر من 8 عقدة (15 كم/س) ومعارضة اتجاه نسيم البحر المحتمل، من غير المحتمل أن يتطور نسيم البحر.

## دوره في تلوث الهواء
في المناطق التي تكون فيها التلال أو الجبال بالقرب من الساحل، يمكن لنسيم البحر المدفوع حراريًا جنبًا إلى جنب مع دوران الرياح على جانبي الجبال أن يشجع على إنتاج المواد الكيميائية التي يمكن أن تؤدي إلى ظهور الضباب الدخاني. تم تتبع التلوث في المستويات المتوسطة من طبقة التروبوسفير على شكل أوزون، والذي يتركز على دوران المنخفض الحراري وكذلك المناطق المحيطية المجاورة.